# El Guasimal
El Guasimal är en ort i Mexiko.   Den ligger i kommunen Medellín och delstaten Veracruz, i den sydöstra delen av landet, 300 km öster om huvudstaden Mexico City. El Guasimal ligger 19 meter över havet och antalet invånare är 390.
Terrängen runt El Guasimal är mycket platt. Runt El Guasimal är det ganska tätbefolkat, med 58 invånare per kvadratkilometer. Närmaste större samhälle är Veracruz, 15,5 km norr om El Guasimal. Omgivningarna runt El Guasimal är en mosaik av jordbruksmark och naturlig växtlighet.